# هوردرن-ریچموند
هوردرن-ریچموند (انگلیسی: Hordern-Richmond) شرکت هوافضای بریتانیایی است، که در سال ۱۹۳۷ تأسیس شد.